# Trans-Canada-Air-Lines-Flug 3
Der Trans-Canada-Air-Lines-Flug 3 war ein Inlandslinienflug der Trans Canada Air Lines von Lethbridge, Alberta nach Vancouver, British Columbia. Am 28. April 1947 wurde dieser Flug mit einer Lockheed 18-08A Lodestar durchgeführt, die im Anflug auf Vancouver verunglückte. Ein physischer Nachweis für den Tod der 15 Insassen konnte erst mit dem Fund der Maschine 37 Jahre später erbracht werden.

## Maschine
Die Maschine war eine 1942 gebaute Lockheed 18-08A Lodestar mit der Werknummer 18-2248. Die Maschine wurde an die Trans Canada Air Lines ausgeliefert und von dieser mit dem Luftfahrzeugkennzeichen CF-TDF zugelassen. Das zweimotorige Transportflugzeug war mit zwei Sternmotoren des Typs Pratt & Whitney Hornet S1C3-G mit je 1060 PS (ca. 780 kW) ausgerüstet.

## Insassen
Den Flug von Lethbridge nach Vancouver hatten 12 Passagiere angetreten, es befand sich eine dreiköpfige Besatzung an Bord.

## Unfallhergang
Die Maschine befand sich in der Nacht im Anflug auf Vancouver aus nördlicher Richtung. Gegen 23:15 Uhr Ortszeit verunglückte die Maschine. Eine großangelegte und mehrtägige Such- und Bergungsaktion verlief ergebnislos.

## Entdeckung des Wracks 1994 und Unfalluntersuchung
Das Wrack wurde am 27. September 1994 an einem bewaldeten Hang in einem abgelegenen Gebiet westlich des Mount Elsay entdeckt. Die Unfalluntersuchung ergab, dass die Besatzung im Anflug auf Vancouver bei Dunkelheit und schlechter Sicht nicht bemerkt hatte, dass sie sich in einer unzureichenden Höhe befand, woraufhin die Maschine gegen den Osthang eines Berges nahe des Mount Elsay geflogen wurde.